# Franz de Paula Triesnecker
Franz de Paula von Triesnecker (ur. 2 kwietnia 1745 w Kirchberg, zm. 29 stycznia 1817 w Wiedniu) – austriacki uczony oraz jezuita. Zajmował się głównie astronomią i geografią. 

## Życiorys
Urodził się 2 kwietnia 1745 roku w austriackim mieście Kirchberg. W wieku 16 lat wstąpił do zakonu Jezuitów i rozpoczął studia filozoficzne na uniwersytecie w Wiedniu. Następnie studiował jeszcze matematykę w Trnawie. Po zakończeniu studiów nauczał w kilku szkołach jezuickich. Po kilku latach pracy nauczycielskiej przeniósł się do Grazu, gdzie kontynuował studia filozoficzne i rozpoczął studia teologiczne. Krótko po zakończeniu nauki Triesnecker został asystentem innego jezuity, dyrektora Obserwatorium Cesarskiego w Wiedniu, Maksymiliana Hella. Pomagał w edycji Ephemerides Astronomicae ad meridianem Vindobonensem od 1782 do 1792 roku, kiedy to został głównym edytorem. Po śmierci Halla w 1792 roku, Triesnecker został mianowany dyrektorem obserwatorium, którą to funkcję pełnił do 1806 roku. Współpracował wówczas między innymi z Johannem Tobiasem Bürgiem. W latach 1787–1806 opracowywał i wydawał corocznie Tabulae Mercurii, Martis, Veneris, Solares, w których znajdowały się dane uzyskane z obserwacji Księżyca, planet, Słońca i setek innych gwiazd. Interesowało go między innymi wykorzystanie obserwacji ciał niebieskich do wyznaczania pozycji geograficznych różnych obiektów na Ziemi. Za pomocą badań astronomicznych określił lub poprawił współrzędne geograficzne wielu różnych obiektów w Europie Środkowej. Jego obliczenia posłużyły później do produkcji, nowych, dokładniejszych map. W 1812 roku został członkiem korespondencyjnym Rosyjskiej Akademii Nauk. Należał również do licznych lokalnych towarzystw naukowych (między innymi we Wrocławiu, Pradze, Monachium i w Getyndze).  
Triesnecker napisał również wiele prac z zakresu astronomii i geografii.  W 1798 roku opublikował na przykład tabelę w której wyznaczył pozycję geograficzną obserwatorium astronomicznego w Budzie. Tabela opierała się na obserwacji dwóch zaćmień Słońca i dwunastu okultacji księżycowych. Do najważniejszych dzieł Triesneckera należą: Veränderliche Schicksate dreyer merkwürdiger Längenbestimmungen von Pekin, Amsterdam und Regensburg, Astronomische Beobachtungen an verschiedenen Sternwarten von 1805 oraz Über die Ungewissheit einiger astronomischen Fixpunkte bei der Entwerfung einer Karte von Persien und der asiatischen Türkey. W 1802 roku Triesnecker opublikował Novae motuum lunarium tabulae, monumentalne dzieło, dotyczące obliczeń ruchu Księżyca. Z prac Triesneckera korzystali inni naukowcy, tacy jak na przykład Franz Xaver von Zach czy Johann Elert Bode. W uznaniu jego zasług dla nauki, Międzynarodowa Unia Astronomiczna, zdecydowała w 1935 roku, nazwać od jego nazwiska jeden z kraterów oraz grupę rowów na Księżycu.